# 劉紹灝
劉紹灝（1830年11月19日—1886年10月12日，道光十年十月初五日午時－光緒十二年九月十五日亥時），又名濬，字蓉生，又字容深，號子景，齋號視齋。江蘇省常州府武進縣（今屬常州市）人，清朝政治人物。

## 生平
自幼個性純厚忠實，與兄弟嬉戲，總是以有餘待人不足處；父親常在外地講授，紹灝隨母居住，言行舉止成熟婉轉。家境貧寒，與兄劉紹沅出外就傅讀書，十五歲時已博覽書籍，伯父劉錫祜時任安徽鳳陽縣知縣，紹灝隨侍父親劉錫嘏前往鳳陽，深受伯父器重。
道光二十八年（1848年），年十九歲，隨伯父遊京師，廣與學者舉子結交讌遊，年少而有才名；隨後寄籍順天府大興縣，充補增廣廩生，應考順天鄉試，落榜；翌年，考試高等升補廪生，隨即獲知父親患病而疾馳返鄉。
咸豐二年（1852年）正月，為應國子監試赴京，行過淮河時遭遇盜匪，喪失路費，返回赴江南鄉試，未中。五年（1855年），再次上京應試，仍落榜；當時太平天國已攻占江寧府，軍事危急，紹灝因科舉不得志，而父親晚年多病，急於得到俸祿奉養，於是援例由候選教諭改分知縣，分發浙江。
八年（1858年）正月，由吏部引見咸豐帝，抵達浙江省後，受巡撫晏端書看重。
九年（1859年），試署浙江紹興府嵊縣知縣。
十年（1860年），太平軍二破江南大營，江蘇常州府淪陷之際，紹灝將父母及兄弟接到嵊縣衙署避難。數月後臨縣新昌縣土匪事起，受紹興府知府懷清委託兼攝新昌縣事務，劉紹灝即單騎馳往，隨一僕一役，會見該縣耆老，曉諭利害，迅速使匪徒解散。新昌縣因糧額無定徵，完賦時由縣官決定價值，難以持平，因此奸民楊增林等藉以煽動叛亂；紹灝到任後察知弊病，釐定了劃一的糧價標準；新昌又有訟爭土地的積案，懸宕二十多年，牽連甚廣，紹灝親自履勘，坐堂審理兩晝夜而結案，釋放無辜者數十人，受百姓稱頌。暫署三個月後正任官到任，回任嵊縣知縣。十二月，省會杭州府淪陷，巡撫王有齡、將軍瑞昌殉國，錢塘江以東府縣全部戒嚴。嵊縣素來沒有戰爭準備，紹灝到任後修建城牆、壕溝，添設擂石、鐵蒺藜以備戰；曾經對妻史氏說：「守土之義，城亡與亡。設不幸，兒曹行付汝矣。」當時許多故鄉的親族接踵來到嵊縣避難，紹灝總是妥為供張安頓，若有人被太平軍擄走，則設計出資援救。
十一年（1861年），卸任縣事，暫時留居紹興府城，聽聞太平軍主力將要撲向浙東，紹興府城恐怕不保，紹灝與兄紹沅帶領父母及眷屬航海南下福建福州，途中遭遇海盜強索財物，紹灝鎮定處理而得以保全。
同治元年（1862年），由福建赴浙江衢州投效巡撫左宗棠軍營，左宗棠即委派紹灝趕赴江西省請領巨砲。
抵達南昌時，接獲父親卒於福州的消息，隨即赴福建奔喪，因無法歸葬江蘇，遂暫時下葬於福州府城外大夫山；因父親遺命其「馳驅戎馬間、殺賊報國」，遂仍返回衢州跟從左宗棠。當時左宗棠正揮師規復浙江全省，因軍餉逐漸匱乏，與兩江總督曾國藩籌議將浙江產鹽運往江西銷售以資轉運糧餉，於玉山縣設局轉運，玉山上控廣信府下通衢州府，是浙江入江西第一門戶，衝疲要地，特別檄令紹灝前往辦理玉山轉運總局。
三年（1864年）四月，李鴻章收復蘇州府、常州府，即稟請交卸轉運局事務，自江西返回江蘇。經過兵亂，房舍田園殘破蕭條，屍體遺骸堆疊，紹灝巡視屋宇以及妻子娘家的基址，又下鄉祭掃祖墳、堆土植樹。服闕，仍回浙江任職。在全浙肅清案內，得到督撫從優保舉，但紹灝以在左宗棠幕府不久，堅決推辭，於是最終只保舉於本班儘先補用。
四年（1865年），受委任交代局、清釐局、餘姚鹽局差事。其時大亂剛平定，地方制度法規荒廢，候補官員多求補缺以獲取利益，紹灝卻盡職於委辦局務，並矯正攀附鑽營的陋習，曾對人說：「盤根錯節，乃別利器，才誠有之，品亦宜然。」
五年（1866年），調辦湖州府屬雙林釐局。在任二年，不妨害商民而維持釐金盈收。
七年（1868年），署任浙江處州府慶元縣知縣。在縣興辦學校，提倡教育，捐養廉銀重修先農壇、武廟後殿門廡，加塗丹漆；又興建善堂，設立義塾，賑濟窮人。九月十一日，齋匪吳昌新以持齋禮神煽惑群眾，在慶元縣南鄉山岱聚眾起事，焚掠村落，脅迫子女。紹灝偵知情形後即調集營兵、招募民團鄉勇，親自率團迎擊，督令士紳分隊攻剿，得到鄉民踴躍支持；齋匪頑強抵抗，山路狹小陡峭，向上仰攻不克，紹灝則令民眾在四周鼓噪擊以分散敵勢，另外分出精兵繞道山後，乘敵不備突擊，齋匪潰敗，於是肅清其巢穴，殲滅一百人，救出難民五百餘人，搜獲偽號旗幟、偽印、入會約狀等物。因約狀下牽涉縣民達五千餘人，民心恐懼浮動，紹灝公開焚燒其約書，民眾才完全安定。齋匪餘黨向西南竄逃，紹灝追捕至福建建寧府甌寧縣界，捕獲其首領，押解至處州府處刑。浙江巡撫李瀚章以紹灝蒞任還不到三個月，且未借助正規軍、不動支糧餉就平定齋匪，隨奏摺保舉。十二月，得旨，補缺後以同知補用，弟紹洽、紹沛也隨同案內得到保舉。處州知府原本想阻止征伐而無效，於是向巡撫上札批評紹灝性格倔強，不堪任用，李瀚章回覆：「年少強項若劉令者，正不可多得。」
八年（1869年），卸任慶元縣事。當時父親的棺木還在福建，即先令弟弟紹洽赴福建扶棺回籍安葬，而自己也呈請給假葬親，但因無人代署，不克返鄉觀葬，常認為是畢生遺憾。
十年（1871年），兄紹沅在福建攝理寧化縣知縣事務交卸後病卒，紹灝聞喪悲慟，作輓聯：「千里孤魂兄早返，一肩重任我何辭。」每誦之皆涕泣。
十一年（1872年），補任浙江湖州府孝豐縣知縣，巡撫楊昌濬飭令儘先履任，六月到任。
太平天國之亂中孝豐縣受兵災慘重，戶籍凋敝，原居民只剩七千餘人，紹灝到任後招集流民、休養生息，一年內開墾荒田數萬頃。又因地形多山，多盜匪窟藏，與駐防綠營裴游擊結交合作，時常在完成判牘或讞獄結束後的半夜，偕同裴游擊輕騎率領精兵深入山谷搜捕，屢次捕獲縣境一帶出沒的積盜陳芢有、蔣良第等，深受巡撫楊昌濬嘉獎，咨交吏部議敘加秩二級。孝豐縣境毗鄰安徽廣德，為皖、浙門戶，紹灝以城牆傾圮不足為屏蔽、廨宇年久失修，稟請籌款修建，巡撫批准，即招集工匠、辦置材料，六個月完工。孝豐文風不振，一百年來無人考取進士，紹灝興築奎文閣於縣城東隅，又倡導學校，撥給優厚的膏火以勉勵學子。因縣志久佚，主持重修《孝豐縣志》，咨詢耆老，親自繪圖立說，旁及私家著述，搜考地方傳說，建立綱領，然後多方延請名士對質證實，編輯三年而成書。
十三年（1874年）七月，妻史氏卒，因史氏個性明朗有決斷，生前在公務及家事多有輔助，紹灝悲痛說：「吾自此失左右手矣！」，題輓聯：「傷汝半生心血，賸予獨力支撐。」
光緒元年（1875年）秋季，罹患濕溫症，一度生命垂危，至冬季痊癒。
二年（1876年），江蘇、安徽、浙江各府縣民間傳言有匪徒夜施巫術，民間擾動，境內台州海盜乘機密謀在九月十五日襲擊孝豐縣、隔日取於潛縣；紹灝先行偵查得知後，凌晨寅時出動營兵疾馳至大溪山、木公山等處搜捕，捕獲賊首章木懷、周得五等人，經訊問認罪後就地正法，並移會於潛縣協同偵辦，捕獲人犯眾多，巡撫楊昌濬隨後檄令道員朱明亮統兵協助清剿。事件平定後，得旨嘉獎。
四年（1878年）三月，因會審命案，借調至省會杭州數個月，受布政使任道鎔所擢引。十月，審結重案後仍返回本任。先後在孝豐縣知縣任上七年，縣民父老有評價：「吾邑自劉使君來，閭閻安堵，田野日闢，案無留牘，獄無冤民，蓋數十年無此賢父母矣。」
光緒五年（1879年），調補嘉興府石門縣知縣。時值山右大祲，督撫飭令各屬籌辦儲糧以預備應付災荒。紹灝提倡募捐，數月間集資至一萬餘緡，建糧倉於縣衙西側，貯存米穀五千石。冬季，以石門縣漕糧首先全數完納，巡撫譚鍾麟、糧道惲祖貽彙案保奏，奉旨以同知候補，隨後舉卓異，以知府升用。
六年（1880年），巡撫譚鍾麟認為浙江漕運事務有許多弊端，州縣往往虛報未墾田畝以圖利，已成長年積習而難以改變，以湖州、嘉興二府最嚴重，於是嚴令下屬清查；紹灝即率先核實詳情呈報，時人佩服其清廉。
八年（1882年），大雨，石門縣及杭州府海寧州及湖州府德清縣水災。石門縣風俗誠實，但有少數奸狡者藉災情與官吏發生衝突，紹灝妥為賑濟救助，境內平服，照料飢民卻不耽誤稅賦；嘉興知府許瑤光稱讚有幹濟之才，巡撫陳士杰也大為賞識。
九年（1883年），勸辦山西賑災捐款，紹灝提倡官員捐出養廉銀。
十年（1884年）五月，石門縣衙門失火，衣物財物損失殆盡。七月，中法戰爭情勢緊張，福建水師戰敗，浙江東部瀕海各府戒嚴。紹灝協助籌辦海防經費，擬請將漕運章程修改為杭州、嘉興、湖州三府免除賠墊南米，條列說明上呈巡撫劉秉璋，得到巡撫支持，但礙於眾議未得實行。隨後某監察御史密奏議論杭、嘉、湖三府漕章，內容與紹灝所提議相同，即得旨交浙江巡撫籌劃辦理。
十一年（1885年）六月，石門縣水災，紹灝下鄉勘查災情，天氣炎熱，仍親自乘小舟來往奔馳，一個月間受到暑濕滲透累積，返回縣署即罹患痺痛。石門縣是「衝、繁、難」要缺，交通要道，設有驛站，官員傳驛往來不絕，迎送的勞累使病情惡化；延請嘉興、湖州之名醫，內外治療，兼用針灸，仍疼痛不止，因紹灝自己有研習醫書，自行治療有效果而未能痊癒。
光緒十二年（1886年）春季，痛風再度發作，仍然勉強處理政事，不假手他人，但因久病萌生退休之意，寄函通知時任刑部郎中的長子劉持敬南下協助。六月，精氣衰減，食量減少，醫師表示：「脈氣尚平，調治可漸康復」。八月，稟請前往杭州就醫，委由周雲章代理知縣，紹灝於是部署交接事項。九月初一日，劇痛忽然發作；初二日，身體發熱，口乾舌燥，精神衰弱；初三日，交卸縣事，症狀稍有減緩然而胃氣大傷，紹灝自知已不能救治，決定不去省會治療，直接返鄉。初十日，回到江蘇常州，與母親團聚，神情很欣喜，醫師來診斷：「元氣雖損，精神尚聚，可冀調治就痊。」九月十五日午後，突然大量出汗，痰氣上壅，而神智清晰；彌留之際，以未終養母親為遺憾；亥時卒，享年五十七歲。十一月十一日，下葬於陽湖縣新塘鄉陳灣山新阡。
光緒十三年（1887年）閏四月，因之前卸任交接時庫項有虧短，上諭追革官職。

### 人品學問
品行誠懇敦厚孝順，尤其用心照料親戚族人，兄紹沅死時幾個兒子都未成年，紹灝負責教養撫育，十餘年如一日；宗族及姻親中經濟貧困者有數十家，遇婚事、喪事無力舉辦者，都量情資助；咸豐十年，妻子的家族史氏殉難，遺下一女只有十歲，漂流在民間，紹灝尋訪找回撫養至成年出嫁。待人寬和蘊藉沒有城府，溫雅謙退，平時生活節儉而厚待別人，常說：「寧瘠己以肥人，毋損人以益我。」又曾對兒子們說：「我不願以私財累汝，願汝曹自立也。」作官三十年不曾置產。處理政事當機立決，銳氣猛厲，在搜捕賊匪方面，時論以為有于成龍、李湖的風格魄力。對下屬不疾言厲色，生平遭遇災難或變革、煩擾詭異的事情，總是鎮靜堅忍，不曾慌張失措。讀書求取大意綱要，不屑於背誦文章，教導諸子「體用賅備」之學，不要求考取科舉。
寫作散文清新簡練，嫻熟典故、律例，擅長擬寫官書、判牘，援筆立就。詩作風格趨向韓愈、黃庭堅，在慶元縣任上時，山行與朋僚酬和及感事諸作。公務閑暇時喜愛臨摹鍾繇、王羲之書法。自幼跟隨兄長研究醫家醫書，熟讀張仲景書，兼綜博覽諸醫家學說，於清代醫學家特別推崇陳念祖《陳修園公餘醫書六十種》，治病多有心得。

## 家庭及關聯
劉紹灝為武進西營劉氏第十七世。
- 曾祖父：劉繼留（1724年－1783年），劉星煒之弟，監生，貤贈奉政大夫，晉贈中議大夫，累贈通奉大夫。
- 嫡曾祖母：吳氏，貤封宜人，累贈夫人，刑部福建司郎中吳玢之女。
- 本生曾祖母：張氏。

- 祖父：劉埴之（1767年－1832年），附監生，誥贈奉直大夫，晉贈中議大夫，累贈通奉大夫。
- 祖母：王氏（1766年－1853年），乾隆二年進士、福建連江縣知縣王光燮之女，累贈夫人。

- 父：劉錫嘏（1804年－1862年），武英殿供事議敘未入流，例封朝議大夫，誥贈通奉大夫。
- 母：毗陵莊氏（1807年－1887年），監生莊同甲之女，誥封夫人。

- 伯父：劉錫祜（1798年－1871年），道光十一年舉人，安徽鳳陽縣知縣加知府銜。

- 紹灝排行第二，有一兄二弟：
  - 劉紹沅（1828年－1871年），廩生，候補知府，攝理福建寧化縣知縣。娶吳氏，監生吳敬承之女；繼娶毗陵呂氏，監生呂子琳之女。
  - 劉紹洽（1839年－1890年），監生，候補從九品加布政使司理問銜。娶江寧周氏，道光三年探花周開麒之女。
  - 劉紹沛（1841年－1888年），監生，候選從九品。聘袁氏，候選從九品袁績之女。

### 妻妾
- 正室：武進史氏（1829年4月19日－1874年8月16日），道光三年進士、河南汝州直隸州知州史秉直之女，誥封恭人，晉封夫人。
- 側室：邱氏（1855年9月4日－1918年1月2日），民國五年十一月內務部令褒揚節孝。
- 側室：楊氏（1861年9月21日－1928年3月27日），民國五年十一月內務部令褒揚節孝。

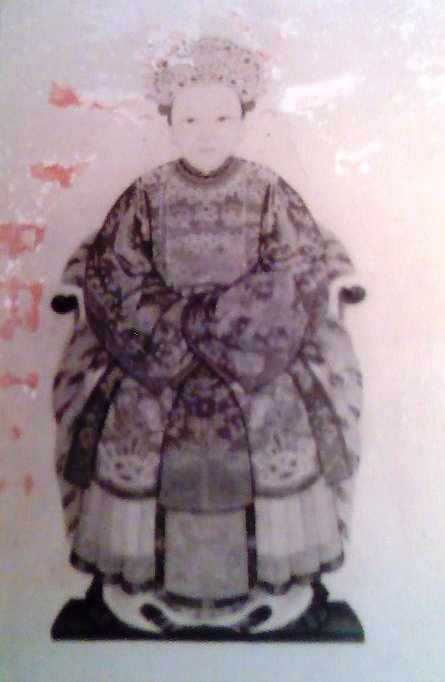
正室史夫人
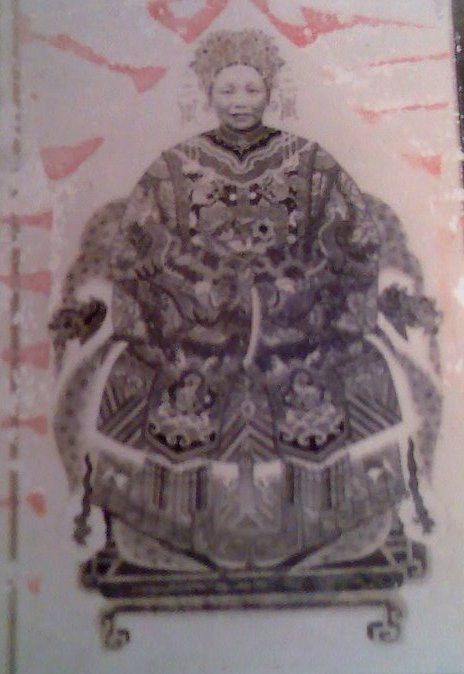
側室邱夫人

### 子女
有子女十五人，九子六女。
- ⒈長子：劉持敬（1853年－1898年），嫡史氏出。縣學生，官刑部郎中、浙江象山縣知縣，賞戴花翎加同知銜。娶直隸蠡縣知縣丁承衍長女丁宛芳。
- ⒉次子：劉持義（1854年－1920年），嫡史氏出。監生，五品銜署理江蘇崇明縣海沙場鹽大使、溧水縣初級審判廳推事。娶監生史致雲之女史萱英。
- ⒊長女：劉蔭三（1857年－1903年），嫡史氏出，適光緒十八年進士、廣西柳州府知府無錫楊楷。
- ⒋三子：劉持恭（1859年－1910年），嫡史氏出。光緒十一年順天副榜，署廣東臨高縣、廣寧縣知縣。娶浙江海寧州知州宜興任福英長女任玄珠。
- ⒌次女：劉玖伍（1860年－1896年），嫡史氏出，適光緒十一年拔貢湖北孝感縣知縣陸景輿。
- ⒍四子：劉持謙（1862年－1906年），嫡史氏出。附生，廣東封川縣文德巡檢司巡檢。娶直隸蠡縣知縣丁承衍之女，繼娶浙江知縣震澤趙寶申之女。
- ⒎三女：劉復七（1863年－1900年），嫡史氏出，適光緒十五年進士、官至浙江提法使新陽李傳元。
- ⒏五子：劉持泰（1869年－1916年），嫡史氏出。順天大興縣學生，花翎同知銜、河南武安縣、溫縣知縣、候選直隸州知州，民國江蘇溧陽縣知事。娶道光三十年進士直隸永定河道呂耀斗之女呂永佑。
- ⒐四女：劉畹九（1871年－1892年），嫡史氏出，字湖北議敘通判無錫王衛，未嫁而卒。
- ⒑六子：劉持成（1878年－1953年），庶邱氏出。日本山口高等商業學校畢業，宣統二年商科舉人，度支部七品小京官，充江南高中兩等商業學堂教務長，民國江蘇民政府實業司司長。娶縣學生趙仁壽之女。
- ⒒七子：劉持原（1882年－1928年），庶楊氏出。監生，方略館議敘縣丞，浙江按察使司文案，提法司總務科、典獄科科員，民國熱河實業廳科長，中國銀行總行總文書。娶五品銜鹽大使唐鑣之女唐錦芙。
- ⒓五女：劉韻文（1881年－1892年），庶邱氏出，未字而卒。
- ⒔八子：劉持盈（1884年－1926年），庶楊氏出。江蘇高等巡警學堂畢業，民國蘇州警察廳行政科科長、安徽督軍公署秘書。娶花翎四品銜楊道徐之女。
- ⒕六女：劉韻歡（1882年－？年），庶邱氏出，粹化女校師範科畢業，適宣統二年法科舉人、湖北蒲圻縣知事固始祝撰望。
- ⒖九子：劉持直（1885年－1949年），庶邱氏出。日本早稻田大學教育科畢業，武進縣立女子師範學校校長，安徽督理公署秘書、總司令公署秘書、帆運米捐局副局長。娶江蘇省公署秘書程適之女程傛。